# Rollstuhlcurling-Weltmeisterschaft 2017
Die Rollstuhlcurling-Weltmeisterschaft 2017 war die 12. Austragung der Welttitelkämpfe im Rollstuhlcurling. Das Turnier fand vom 4. bis 11. März in der südkoreanischen Stadt Gangneung im Gangneung Curling Centre statt.